# پارادوکس فارادی (الکتروشیمی)
پارادوکس فارادی جنبه‌ای غیرقابل توضیح از واکنش بین اسید نیتریک و فولاد است. در حدود سال ۱۸۳۰ دانشمند انگلیسی مایکل فارادی متوجه شد که نیتریک اسید رقیق با فولاد واکنش می‌دهد اما اسید نیتریک غلیظ چنین واکنشی را منجر نمی‌شود. تلاش برای توضیح این کشف منجر به پیشرفت در الکتروشیمی گردید.

## غیرفعال کننده مشهور
شهور کلید حل این تناقض رویینگی است. زمانی که اسید به قدر کافی غلیط باشد، به علت خصلت اکسیدکنندگی نیتریک اسید، لایه‌ای از اکسید آهن در سطح فولاد تشکیل می‌گردد که موجب جلوگیری از خوردگی فولاد می‌گردد. این پدیده حتی موقعی که pH به قدری پایین است که به صورت طبیعی اکسید آهن در آن ناپایدار است هم رخ می‌دهد. این توضیح توسط مشاهدات پشتیبانی شده توسط این مشاهده است. اسید نیتریک رقیق اکسیدکننده قوی محسوب نمی‌گردد و در نتیجه نمی‌تواند موجب تشکیل لایه شبه پایدار اکسید آهن در سطح فولاد گردد. در این مورد فلز به آسانی خورده می‌شود.